# Кевін Теофіль-Катрін
Кевін Теофіль-Катрін (фр. Kévin Théophile-Catherine, нар. 28 жовтня 1989, Сен-Бріє) — французький футболіст, захисник загребського «Динамо».

## Клубна кар'єра
Народився 28 жовтня 1989 року в місті Сен-Бріє. Вихованець футбольної школи клубу «Ренн». Дорослу футбольну кар'єру розпочав 2008 року в основній команді того ж клубу, в якій провів п'ять сезонів, взявши участь у 96 матчах чемпіонату.
До складу клубу «Кардіфф Сіті» приєднався 31 серпня 2013 року за 2,4 млн євро. Протягом сезону встиг відіграти за валійську команду 28 матчів в національному чемпіонаті, проте за його підсумками «Кардіфф» покинув Прем'єр-лігу, після чого Теофіль-Катрін був відданий в оренду на сезон в «Сент-Етьєн» з правом викупу
.

## Виступи за збірні
З 2008 по 2009 рік Кевін виступав за збірну Франції для гравців віком до 20 років. 3 вересня 2010 року захисник провів свій єдиний матч за молодіжну збірну країни у рамках відбіркового турніру до чемпіонату Європи 2013 з однолітками з України). Всього на молодіжному рівні зіграв у 5 офіційних матчах.

## Статистика виступів

### Статистика клубних виступів
| Сезон   | Клуб   | Чемпіонат | Чемпіонат | Чемпіонат | Єврокубок | Єврокубок | Єврокубок | Кубок | Кубок | Кубок |
| Сезон   | Клуб   | Ліга      | Ігор      | Голів     | Турнір    | Ігор      | Голів     |       |       |       |
| ------- | ------ | --------- | --------- | --------- | --------- | --------- | --------- | ----- | ----- | ----- |
| Сезон   | Клуб   | Ліга      | Ігор      | Голів     | Турнір    | Ігор      | Голів     | Ігор  | Голів |       |
| 2008/09 | «Ренн» | Ліга 1    | 0         | 0         | КУЄФА     | 0         | 0         | -     | -     |       |
| 2009/10 | «Ренн» | Ліга 1    | 2         | 0         | -         | -         | -         | -     | -     |       |
| 2010/11 | «Ренн» | Ліга 1    | 26        | 2         | -         | -         | -         | -     | -     |       |
| 2011/12 | «Ренн» | Ліга 1    | 36        | 0         | ЛЄ        | 9         | 0         | -     | -     |       |

## Титули і досягнення
- Чемпіон Хорватії (6):

«Динамо»: 2018-19, 2019-20, 2020-21, 2021-22, 2022-23, 2023-24
- Володар Суперкубка Хорватії (2):

«Динамо»: 2019, 2022
- Володар Кубка Хорватії (2):

«Динамо»: 2020-21, 2023-24